# マヌエル・ルイス・デ・ロペーラ

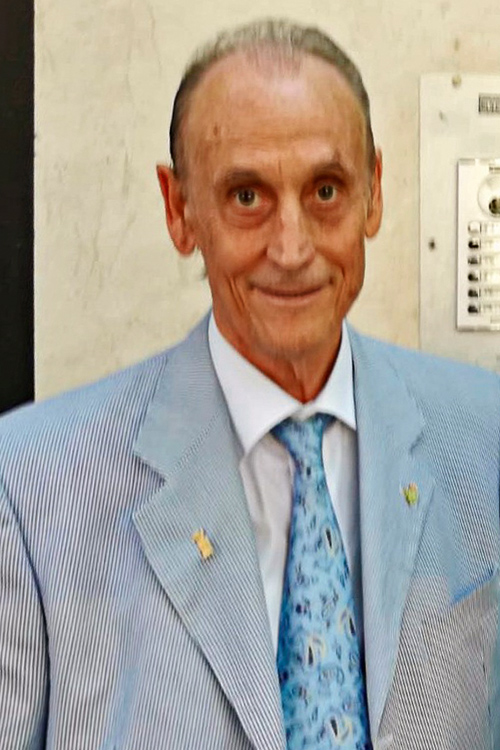
マヌエル・ルイス・デ・ロペーラ

マヌエル・ルイス・デ・ロペーラ・アバロス（Manuel Ruiz de Lopera y Ávalos、1944年8月13日 - 2024年3月24日）は、スペイン・セビージャ出身の実業家。プロサッカーリーグリーガ・エスパニョーラのレアル・ベティス元会長・オーナー。2000年にはベティスのスタジアムが、彼の名を取りエスタディオ・マヌエル・ルイス・デ・ロペーラと改称された。

## ベティス会長として
ベティスへの熱烈な愛情を見せる熱心なオーナーとして知られる。アトレティコ・マドリード会長だったヘスス・ヒルとは不仲で、過激な発言で注目を集めている。2006年夏、ベティスの主力選手ホアキン・サンチェスのバレンシアCF移籍に最後まで抵抗するなど、気性の激しさも見せている。
一方で、2007年8月末に、ライバルチームであるセビージャFCのアントニオ・プエルタが特発性拡張型心筋症で急死する悲劇が起こり、セビージャFC会長のホセ・マリア・デル・ニドとプエルタの遺体の埋葬前に互いの肩を抱き寄せ、普段は激しく対立するクラブ間では考えられなかったような歩み寄りも見せている。2008-09シーズン、ベティスがセグンダ・ディビシオン降格となった結果、セビリア市にて4万人規模のデモが発生し、ロペーラ退任を要求するなど、ベティコ(ベティス・サポーター)との関係も微妙なものとなってきている。
2010年にベティスのオーナー職を離れた。
2024年3月24日に訃報が発表された。同年2月に結腸の閉塞により入院し、手術を受けた後、数週間以内にセビージャの病院で死去した。79歳没。

## ベティスに関する略年表
- 1991年 レアル・ベティスの会長職に就く
- 2004-05 国内リーグ4位、コパ・デルレイ優勝
- 2005-06 UEFAチャンピオンズリーグ出場
- 2008-09 国内リーグ18位、2部降格